# 东方狗脊

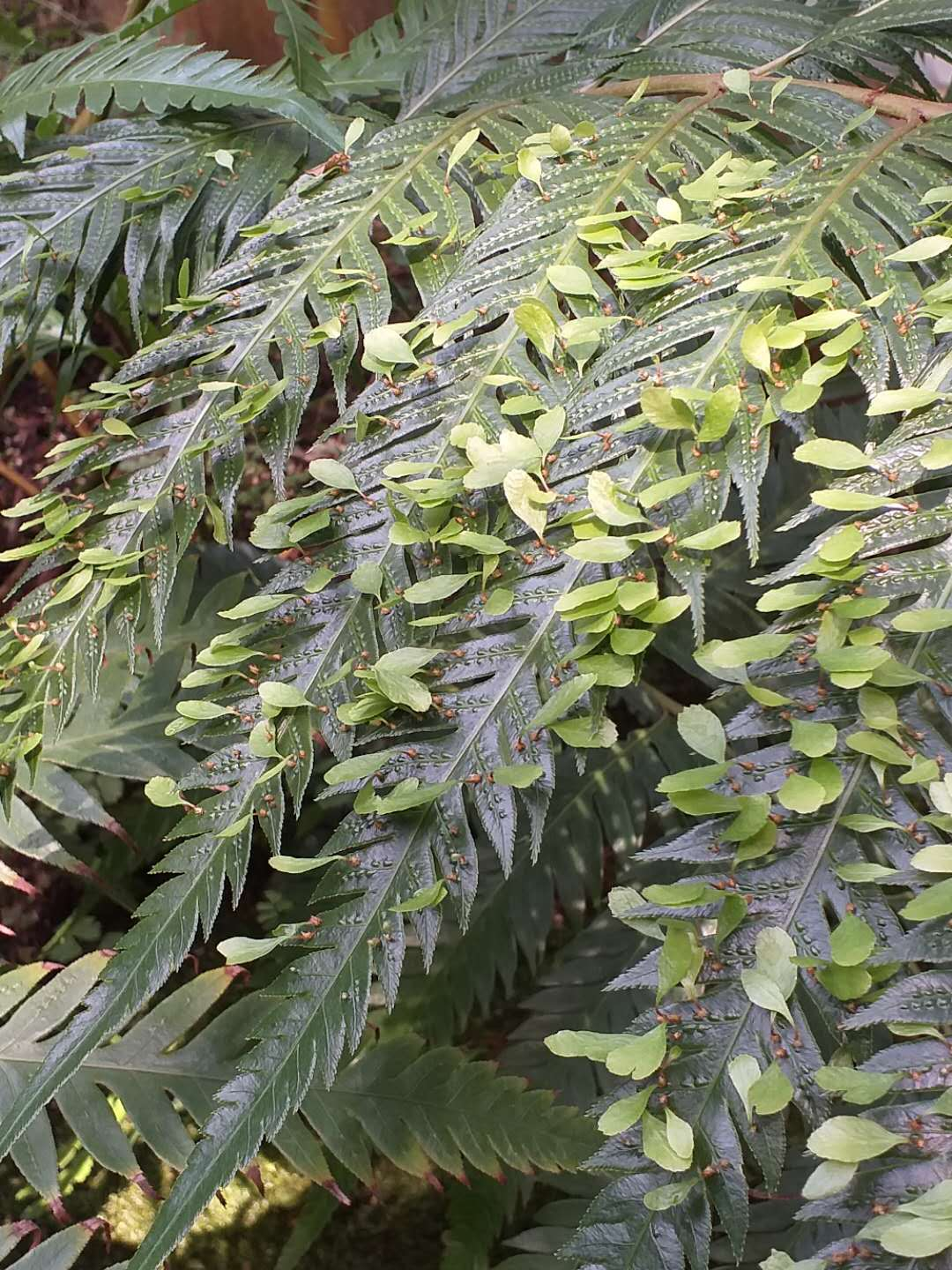
佈滿葉片的不定芽

东方狗脊（学名：Woodwardia orientalis）为乌毛蕨科狗脊属下的一个种。英文名稱「Oriental Chain Fern」意為「東方鏈蕨」。其种加词“orientalis”意为“东方的”。東方狗脊蕨屬於能夠自我複製的植物。
東方狗脊蕨的葉面上會著生許多容易脫落的小芽，這些小芽剛成長時呈綠色或粉紅色，成熟後轉為紅褐色。這些被稱為「不定芽」的小芽是東方狗脊蕨無性繁殖的方式，一旦成熟落地如遇適合環境便會長成新的植株。
東方狗脊在台灣多分布於中、低海拔地區。除可做園藝造景植栽，亦具藥用價值。